# Skarhead
Skarhead és un grup estatunidenc de hardcore punk format a la ciutat de Nova York per Lord Ezec «Danny Diablo» (de Crown of Thornz). El grup és considerat el creador de la música thugcore, un subgènere del punk hardcore «ple de breakdowns implacables i throwdown-ready posturing». Ha fet gires amb Gwar, Hatebreed i Earth Crisis, i ha estat citat com una influència destacada per grups com Deez Nuts i Fucked Up.

## Discografia
| 1995 | Drugs, Money, Sex (EP) | Another Planet Records |
| 1998 | Kings at Crime         | Victory Records        |
| 2009 | Drugs, Music & Sex     | I Scream Records       |
| 2010 | Kickin' It Oldschool   | Reality Records        |
| 2011 | Dreams Don't Die!!!    | I Scream Records       |